# Jean de Boissey
Jean de Boissey, mort en 1412, est un ecclésiastique français du XVe siècle, évêque de Bayeux.
Jean est fils de Jean, seigneur de Boissey-sur-Eaulne et de Mesnières en Bray, gouverneur du château de Fécamp, et frère de Robert de Boissey, tige des barons de Mesnières.

## Biographie
Jean de Boissey est chanoine de la métropole de Rouen et archidiacre de Caux.  En 1408 il est nommé à l'évêché de Bayeux.
C'est en creusant pour sa tombe que la crypte romane de la cathédrale de Bayeux a été redécouverte. Sa dalle funéraire se trouve dans la crypte de la cathédrale.